# Medalha de Mérito Cultural (Macau)
A Medalha de Mérito Cultural (em chinês:  文化功績勳章) é uma condecoração macaense, atribuída desde 2001 pelo governo da Região Administrativa Especial de Macau, em reconhecimento às contribuições significativas para as atividades artísticas e culturais da Região Administrativa Especial de Macau da República Popular da China.

## Lista de galardoados
| Ano  | Galardoados                                                    |
| ---- | -------------------------------------------------------------- |
| 2001 | Henrique de Senna Fernandes                                    |
| 2001 | Lok Cheong                                                     |
| 2001 | Shung Sec Lam (Carlos Alberto Lam)                             |
| 2002 | Iau Chi Vai                                                    |
| 2002 | Chan Chan Va                                                   |
| 2002 | Tam Chi Sang                                                   |
| 2003 | Chan Tai Pak                                                   |
| 2003 | Sit Lek Kan                                                    |
| 2004 | Lei Kun Teng                                                   |
| 2004 | Chau Si Lei                                                    |
| 2005 | Luís Manuel Fernandes Sequeira                                 |
| 2005 | Tong Mui Siu                                                   |
| 2006 | Lei Loi Tak                                                    |
| 2006 | Oswaldo da Veiga Jardim Neto                                   |
| 2007 | Lei Iok Tin                                                    |
| 2007 | Associação Musical Tuna Macaense                               |
| 2008 | Lam Fong Ngo                                                   |
| 2008 | Lai Seng Ieng                                                  |
| 2008 | Grupo de Teatro Dóci Papiaçam di Macau                         |
| 2009 | So Shu Fai Ambrose                                             |
| 2009 | João António da Silva Madeira da Fonseca                       |
| 2009 | Orquestra Sinfónica Juvenil de Macau                           |
| 2010 | Chan Wai Fai                                                   |
| 2010 | Lio Chi Heng                                                   |
| 2011 | Ching Cheung Fai                                               |
| 2011 | Tang Chou Kei                                                  |
| 2011 | Casa de Portugal em Macau                                      |
| 2012 | Tang Keng Pan                                                  |
| 2012 | Lei I Leong                                                    |
| 2013 | Dai Dingcheng                                                  |
| 2013 | Associação dos Calígrafos e Pintores Chineses «Yu Un» de Macau |
| 2013 | Instituto Português do Oriente                                 |
| 2014 | Teledifusão de Macau                                           |
| 2014 | Lao Kan (Lao Hua)                                              |
| 2014 | Ricardo Jorge Fonseca de Almeida Pinto                         |
| 2014 | Lio Kuok Man                                                   |
| 2015 | Ao Peng                                                        |
| 2015 | Lin Ka Sang                                                    |
| 2015 | Sio Pei Tak (Xiao Chun Yuan)                                   |
| 2015 | Chan Hou Seng                                                  |
| 2016 | Associação dos Artistas de Belas-Artes de Macau                |
| 2016 | Mio Pang Fei                                                   |
| 2017 | Associação dos Escritores de Macau                             |
| 2017 | João Vicente Botelho Guedes                                    |
| 2017 | Chou Cheong Hong                                               |
| 2017 | Poon Kam Ling                                                  |
| 2018 | Diário de Macau – Empresa Jornalística e Editorial Limitada    |
| 2019 | Carlos Manuel Bernardo Ascenso André                           |
| 2020 | Livraria Seng Kwong, Limitada                                  |
| 2020 | Kuan Kun Cheong                                                |
| 2020 | Ng Wai Kin                                                     |